# Haiti rigó
A haiti rigó (Turdus swalesi) a madarak osztályának verébalakúak (Passeriformes) rendjébe és a rigófélék (Turdidae) családjába tartozó faj.

## Rendszerezése
A fajt Alexander Wetmore amerikai ornitológus írta le 1927-ben, a Haplocichla nembe Haplocichla swalesi  néven.

## Alfajai
- Turdus swalesi swalesi (Wetmore, 1927) - a Massif de la Selle hegység Haitin és a Sierra de Baoruco hegység a Dominikai Köztársaságban
- Turdus swalesi dodae (G. R. Graves & Olson, 1986) - a Sierra de Neiba és a Cordillera Central hegység a Dominikai Köztársaságban [2]

## Előfordulása
A Nagy-Antillákhoz tartozó Hispaniola szigetén honos, a Dominikai Köztársaság és Haiti területén. Természetes élőhelyei a szubtrópusi vagy trópusi hegyi esőerdők. Állandó, nem vonuló faj.

## Megjelenése
Testhossza 27 centiméter, testtömege 88-106 gramm.

## Életmódja
Földigilisztával, rovarokkal és gyümölcsökkel táplálkozik.

## Természetvédelmi helyzete
Az elterjedési területe elég kicsi, ami az emberi tevékenység miatt még csökken is, egyedszáma 7000 példány alatti és csökken. A Természetvédelmi Világszövetség Vörös listáján sebezhető fajként szerepel.